# Литвяки
Литвяки́ — село в Україні, у Лубенській громаді Лубенського району Полтавської області України. Населення становить 822 особи. Колишній орган місцевого самоврядування — Засульська сільська громада.

## Географія
Село Литвяки знаходиться на лівому березі річки Сула, вище за течією на відстані 3 км розташоване село Снітин, нижче за течією примикає село Вовчик.

## Історія

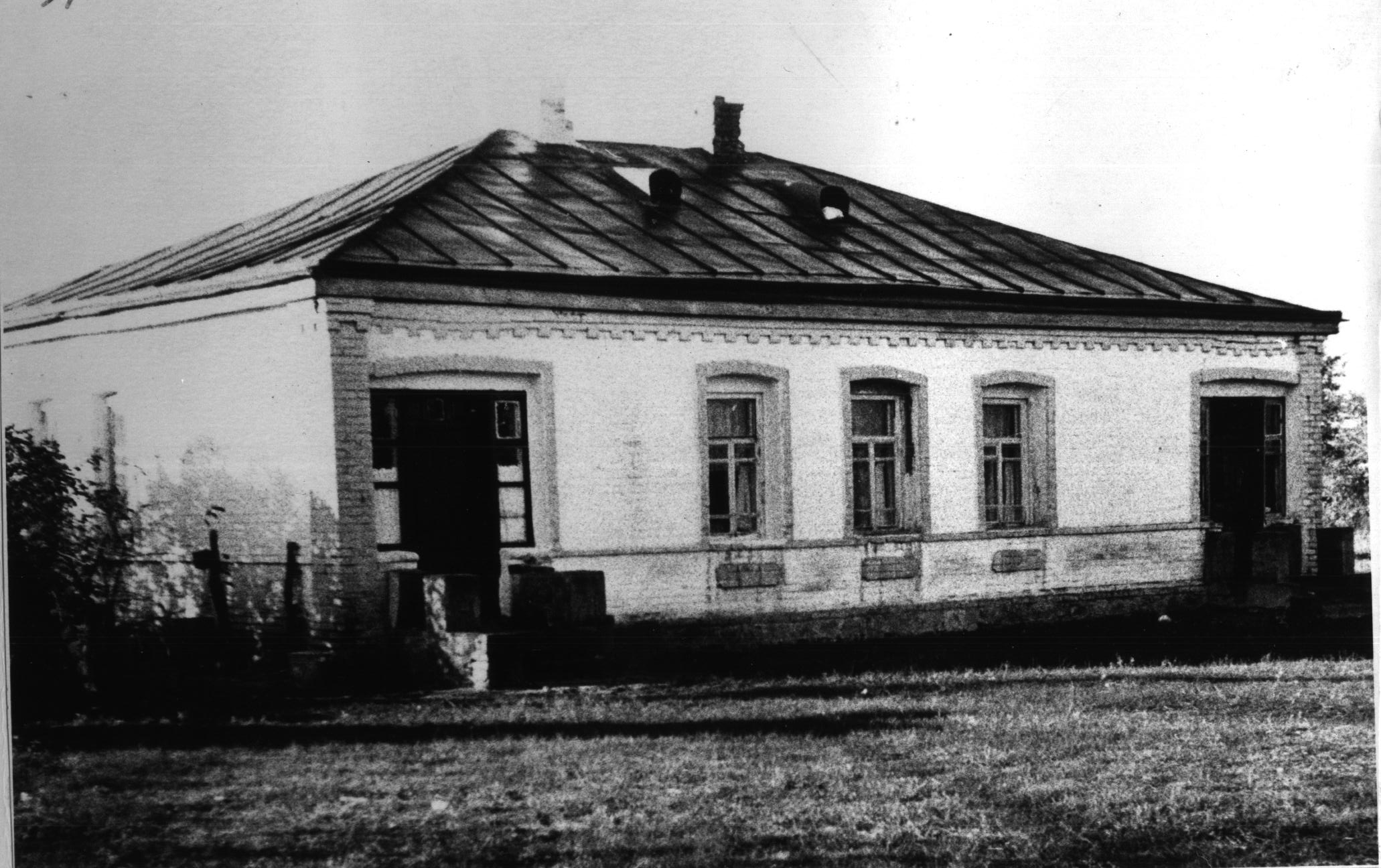
Садиба В. П. Милорадовича в селі литвяки

Хрест жертвам Голодомору

Назва села пов'язана із заселенням краю. Литвинами або Литвою називали вихідців з території Великого Князівства Литовського, а пізніше — Речі Посполитої. Прізвища, казки, пісні, назви населених пунктів говорять і про присутність білоруського елементу.
Перше посилення припадає десь на початок XVI століття, воно було на пагорбі біля річки, там же було перше кладовище, останки захоронень викопують і тепер при спорудженні погребів. Біля урочища Затону знайдено останки посуду та кам'яного знаряддя, якими користувалися тодішні люди. Хороша земля, що ховала від лиходіїв ярами, болотами приваблювала багатьох людей, котрі шукали пристанища. Далеко пізніше сюди поселяються знамениті козацькі сім'ї: Заїки, Терці, Передрії, Фурси, Сабадаші, Левченки, Лисівненки та інші.
У 1689 році гетьман Іван Мазепа віддав на ранг с. Литвяки полковникові Іллі Новицькому. Станом на1764 рік Литвяки значаться в Снітинській сотні Лубенського полку.
Починаючи з 1781 року і до 1859 року с. Литвяки належало до Лубенського повіту Київського намісництва. Село вже значно розширилось і кількість житлових будинків збільшилась до 212. Власниками села Литвяки були генерал-майор Хорват, його дружина Ірина, бунчукові товариші Андрій, Дмитро та Данило Новицькі, капітан Іван Новицький. У 1796 році в Литвяках генерал Хорват збудував дерев'яну Покрово-Миколаївську церкву. В 1874 році православна богомільна Іжевська за свої кошти добудувала дзвіницю. Першими священиками були Гаврило Федоров, з 1807 року-Стефан Андріївський та згодом його син Олександр, що були до 1878 року.
12 червня 2020 року, відповідно до розпорядження Кабінету Міністрів України № 721-р «Про визначення адміністративних центрів та затвердження територій територіальних громад Полтавської області», село увійшло до складу Лубенської міської громади.
19 липня 2020 року, в результаті адміністративно — територіальної реформи та ліквідації Лубенського району(1923—2020), село увійшло до складу новоутвореного Лубенського району.

## Політика

### Парламентські вибори, 2019
На позачергових парламентських виборах 2019 року у селі функціонувала окрема виборча дільниця № 530493, розташована у приміщенні школи.
Результати
- зареєстровано 488 виборців, явка 60,25 %, найбільше голосів віддано за «Слугу народу» — 45,17 %, за Всеукраїнське об'єднання «Батьківщина» — 17,24 %, за «Опозиційну платформу — За життя» — 14,83 %.[3] В одномандатному окрузі найбільше голосів отримала Анастасія Ляшенко (Слуга народу) — 25,00 %, за Олексія Баганця (Всеукраїнське об'єднання «Батьківщина») — 19,79 %, за Руслана Ляшка (самовисування) — 9,72 %[4].

## Економіка
- Молочно-товарна ферма.
- «ЛИТВЯКІВСЬКИЙ», сільськогосподарський ПК.

## Населення
Згідно з переписом УРСР 1989 року чисельність наявного населення села становила 1009 осіб, з яких 417 чоловіків та 592 жінки.
За переписом населення України 2001 року в селі мешкало 816 осіб.

### Мова
Розподіл населення за рідною мовою за даними перепису 2001 року:
| Мова       | Відсоток |
| ---------- | -------- |
| українська | 98,78 %  |
| російська  | 1,09 %   |
| молдовська | 0,12 %   |

## Об'єкти соціальної сфери
- Дитячий садочок.
- Школа.
- Будинок культури.

## Відомі люди
- Варченко Іван Олексійович (18.08.1921, с. Литвяки Лубенського р-ну — 04.12.2001, м. Київ) — український мовознавець, кандидат філологічних наук, старший науковий співробітник, працівник відділу діалектології Інституту української мови НАН України.
- Гетьман Вадим Петрович — народився у селі Снітин, здобув повну загальну середню освіту в селі Литвяки. Видатний політичний і державний діяч, народний депутат України, економіст, банкір, фінансист-реформатор, Герой України.
- Лаптій Андрій Трохимович — український кінооператор.
- Милорадович Василь Петрович — український фольклорист, етнограф, історик, поет і перекладач. За збірку «Казки і оповідання, записані в Лубенщині» (Полтава, 1913) нагороджений срібною медаллю Російського географічного товариства. Проживав у селі Литвяки (фото будинку В. П. Милорадовича)
- Олійник Григорій Антонович — громадсько-політичний діяч, педагог, Заслужений працівник освіти України; був директором Полтавського державного аграрного коледжу управління і права; нагороджений орденом «Знак пошани» Міністерства аграрної політики України, має Подяку Президента України, Почесну грамоту Кабінету Міністрів України. За радянських часів був нагороджений Золотою Зіркою Героя Соціалістичної Праці.